# Michel Plancherel

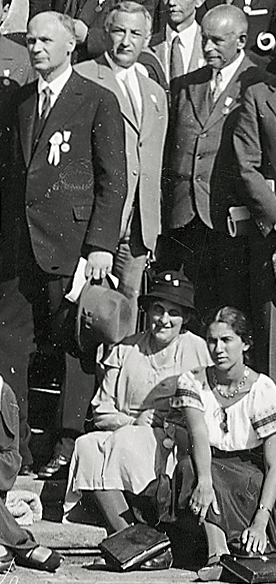
Da esquerda para a direita, em pé: Michel Plancherel, Prof. Karl Goldziher (Budapeste), Otto Blumenthal, sentado: Sra. Blumenthal, e uma mulher desconhecida, no Congresso Internacional de Matemática, Zurique 1932

Michel Plancherel (Bussy, 16 de janeiro de 1885 - 4 de março de 1967) foi um matemático suiço.

## Vida
Nascido em Bussy (Fribourg, Suíça) e obteve seu diploma em matemática na Universidade de Fribourg em 1907. Obteve um doutorado em 1908, orientado por Matyáš Lerch. Foi professor em Fribourg (1911), e desde 1920 na ETH Zurich.
Trabalhou na área de análise matemática, física matemática e álgebra, conhecido pelo teorema de Plancherel em análise harmônica.  
Era casado com Cécile Tercier, tinha nove filhos e presidia a Mission Catholique Française em Zurique .  